# Ahmed Rushdi
Ahmed Rushdi (ourdou : احمد رُشدی), surnommé Rushdi sahab ou Magician of voice, est un chanteur pakistanais de musique filmi à Lollywood (Lahore).
Il est né dans l'État de Hyderabad, en Inde en 1934. Lors de la partition de l’Inde, sa famille émigra au Pakistan où il devint un temps mécanicien.
Il eut l'opportunité de chanter, à Radio Pakistan en 1952, mais sa passion pour la langue ourdoue devait le guider vers le ghazal.

## Récompenses
Nigar Awards
- 1961 - Meilleur chanteur de playback pour "Chand Sa Mukhra Gora Badan" (Saperan)
- 1962 - Meilleur chanteur de playback pour "Gol Gappey Wala" (Mehtaab)
- 1963 - Meilleur chanteur de playback pour "Kisi Chaman Mei Raho" (Anchal)
- 1966 - Meilleur chanteur de playback pour "Akeley Na Jana" (Armaan)
- 1970 - Meilleur chanteur de playback pour "Aey Abr-e-Karam" (Naseeb Apna Apna)
- 2004 - Life Time Achievement Award

## Chansons
- Chand Sa Mukhra Gora Badan
- Kisi Chaman Mei Raho Tum
- Akeley Na Jana
- Kabhi Toe Tumko Yaad Ayen Gi
- Ae Abr-e-Karam
- Hai Kahan Woh Kali
- Meri Jaan Meri Jaan
- Han Issi Mor Par
- Dil Ko Jalana Humne Choe Diya
- Tukra Woh Chand Ka
- Kuch Log Ruth Kar Bhi
- Kiya Hai JO Pyar Toe
- Jab Raat Dhali TUm Yaad Aye
- Mei Tujhey Nazar Kiya Doon